# Sei Nazioni 2011
Il Sei Nazioni 2011 (in inglese 2011 Six Nations Championship; in francese Tournoi des Six Nations 2011; in gallese Pencampwriaeth y Chwe Gwlad 2011) fu la 12ª edizione del torneo annuale di rugby a 15 tra le squadre nazionali di Francia, Galles, Inghilterra, Irlanda, Italia e Scozia, nonché la 117ª in assoluto considerando anche le edizioni dell'Home Nations Championship e del Cinque Nazioni.
Noto per motivi di sponsorizzazione come 2011 RBS Six Nations Championship a seguito di accordo di partnership commerciale con la Royal Bank of Scotland, si tenne dal 4 febbraio al 19 marzo 2011.
A laurearsi campione fu l'Inghilterra, di fatto con un turno d'anticipo stante l'ampia differenza punti fatti/subiti sulle potenziali rivali; gli inglesi mancarono lo Slam perdendo l'ultimo incontro a Dublino contro l'Irlanda nel nuovo Aviva Stadium, impianto che rimpiazzava da quell'edizione di torneo il vecchio Lansdowne Road demolito quattro anni prima.
Aspetto singolare per l'era professionistica, fu la prima volta da dieci anni a quella parte che tutte le sei squadre partecipanti a un'edizione si presentarono con  gli stessi commissari tecnici che le avevano guidate in quella precedente (Marc Lièvremont per la Francia, Warren Gatland per il Galles, Martin Johnson per l'Inghilterra, Declan Kidney per l'Irlanda, Nick Mallett per l'Italia e Andy Robinson per la Scozia).
Vittoria di grande rilievo statistico a Roma per l'Italia sulla Francia, battuta 22-21: a parte la prima conquista del trofeo Garibaldi in palio annualmente tra le due squadre, quella degli Azzurri fu la prima vittoria contro i cugini transalpini nel Sei Nazioni, nonché la prima in casa e la seconda assoluta dopo l'affermazione del 1997 a Grenoble nella finale della Coppa Europa.
Fu, ancora, l'ultima partita internazionale disputata allo Stadio Flaminio: la Federazione Italiana Rugby decise lo spostamento al più capiente Olimpico dalla stagione successiva per permettere lavori di ristrutturazione e ampliamento che tuttavia non iniziarono mai, cosa questa che rese definitivo l'addio al vecchio stadio.
Il valore delle marcature, come stabilito dall’IRFB nel 1992, era: 5 punti per ciascuna meta (7 se trasformata), 3 punti per la realizzazione di ciascun calcio piazzato, idem per il drop.

## Nazionali partecipanti e sedi
| Squadra     | Città       | Impianto interno   |
| ----------- | ----------- | ------------------ |
| Francia     | Saint-Denis | Stade de France    |
| Galles      | Cardiff     | Millennium Stadium |
| Inghilterra | Londra      | Twickenham         |
| Irlanda     | Dublino     | Aviva Stadium      |
| Italia      | Roma        | Stadio Flaminio    |
| Scozia      | Edimburgo   | Murrayfield        |

## Risultati

### 1ª giornata
| Arbitro: | Alain Rolland |

|                                 |      |                                   |
| Stoddart 60’                    | mt   | 13’, 55’ Ashton                   |
| S. Jones 60’                    | tr   | 13’, 55’ Flood                    |
| S. Jones 22’, 28’, 43’ Hook 69’ | c.p. | 18’, 31’, 46’ Flood 75’ Wilkinson |

| Arbitro: | Romain Poite |

|                          |      |                |
| McLean 74’               | mt   | 43’ O’Driscoll |
|                          | tr   | 44’ Sexton     |
| Mirco Bergamasco 6’, 40’ | c.p. | 27’ Sexton     |
|                          | drop | 77’ O’Gara     |

| Arbitro: | Wayne Barnes |

|                                                    |      |                                  |
| Médard 2’ tecnica 29’ Harinordoquy 54’ Traille 68’ | mt   | 18’ Kellock 60’ Brown 75’ Lamont |
| Parra 2’, 29’ D. Yachvili 54’, 68’                 | tr   | 19’, 61’ Parks 76’ Jackson       |
| D. Yachvili 79’                                    | c.p. |                                  |
| Trinh-Duc 9’                                       | drop |                                  |

### 2ª giornata
| Arbitro: | Craig Joubert |

|                                                                     |      |                          |
| Ashton 3’, 25’, 54’, 76’ Cueto 30’ Tindall 35’ Care 58’ Haskell 72’ | mt   | 70’ Ongaro               |
| Flood 3’, 25’, 30’, 35’, 54’ Wilkinson 58’, 72’, 76’                | tr   | 70’ Mirco Bergamasco     |
| Flood 60’                                                           | c.p. | 4’, 12’ Mirco Bergamasco |

| Arbitro: | George Clancy |

|                |      |                         |
|                | mt   | 7’, 69’ S. Williams     |
|                | tr   | 7’ Hook                 |
| Parks 31’, 58’ | c.p. | 13’, 18’, 21’, 65’ Hook |

| Arbitro: | Dave Pearson |

|                                     |      |                                               |
| McFadden 4’ O'Leary 37’ Heaslip 67’ | mt   | 54’ Médard                                    |
| Sexton 6’ O’Gara 68’                | tr   | 55’ D. Yachvili                               |
| Sexton 15’                          | c.p. | 10’, 18’, 20’, 27’, 48’ Parra 62’ D. Yachvili |

### 3ª giornata
| Arbitro: | Wayne Barnes |

|                          |      |                           |
| Canale 4’ Parisse 50’    | mt   | 9’ Stoddart 13’ Warburton |
|                          | tr   | 13’ S. Jones              |
| Mirco Bergamasco 4’, 12’ | c.p. | 2’, 36’, 40’ S. Jones     |
|                          | drop | 73’ Hook                  |

| Arbitro: | Steve Walsh |

|                                  |      |                          |
| Foden 41’                        | mt   |                          |
| Flood 4’, 12’, 16’ Wilkinson 51’ | c.p. | 6’, 18’, 21’ D. Yachvili |

| Arbitro: | Nigel Owens |

|                                       |      |                                  |
|                                       | mt   | 5’ Heaslip 27’ Reddan 52’ O’Gara |
|                                       | tr   | 2’, 28’, 53’ O’Gara              |
| Paterson 15’, 18’, 31’, 57’ Parks 65’ | c.p. |                                  |
| Parks 70’                             | drop |                                  |

### 4ª giornata
| Arbitro: | Bryce Lawrence |

|                                         |      |                     |
| Masi 60’                                | mt   | 15’ Clerc 51’ Parra |
| Mirco Bergamasco 60’                    | tr   | 15’ Parra           |
| Mirco Bergamasco 3’, 24’, 64’, 70’, 76’ | c.p. | 20’, 45’, 68’ Parra |

| Arbitro: | Jonathan Kaplan |

|                                  |      |                 |
| M. Phillips 50’                  | mt   | 2’ O’Driscoll   |
| Hook 51’                         | tr   | 3’ O’Gara       |
| Hook 19’, 27’, 68’ Halfpenny 38’ | c.p. | 32’, 40’ O’Gara |

| Arbitro: | Romain Poite |

|                                        |      |                  |
| Croft 67’                              | mt   | 74’ Evans        |
| Wilkinson 67’                          | tr   | 74’ Paterson     |
| Flood 15’, 23’, 29’, 57’ Wilkinson 79’ | c.p. | 3’, 20’ Paterson |
|                                        | drop | 40’ R. Jackson   |

### 5ª giornata
| Arbitro: | Steve Walsh |

|                        |      |                      |
| De Luca 41’ Walker 55’ | mt   | 10’ Masi             |
| Paterson 55’           | tr   |                      |
| Paterson 3’, 17’, 67’  | c.p. | 30’ Mirco Bergamasco |

| Arbitro: | Bryce Lawrence |

|                          |      |              |
| Bowe 28’ O’Driscoll 47’  | mt   | 53’ Thompson |
| Sexton 47’               | tr   |              |
| Sexton 7’, 15’, 22’, 38’ | c.p. | 32’ Flood    |

| Arbitro: | Craig Joubert |

|                           |      |                   |
| Nallet 37’, 43’ Clerc 58’ | mt   |                   |
| Parra 43’, 58’            | tr   |                   |
| Parra 7’, 25’, 52’        | c.p. | 2’, 42’, 48’ Hook |

## Classifica
| Pos | Squadra     | G | V | N | P | PF  | PS  | DP  | Pt |
| --- | ----------- | - | - | - | - | --- | --- | --- | -- |
| 1   | Inghilterra | 5 | 4 | 0 | 1 | 132 | 81  | +51 | 8  |
| 2   | Francia     | 5 | 3 | 0 | 2 | 117 | 91  | +26 | 6  |
| 3   | Irlanda     | 5 | 3 | 0 | 2 | 93  | 81  | +12 | 6  |
| 4   | Galles      | 5 | 3 | 0 | 2 | 95  | 89  | +6  | 6  |
| 5   | Scozia      | 5 | 1 | 0 | 4 | 82  | 109 | −27 | 2  |
| 6   | Italia      | 5 | 1 | 0 | 4 | 70  | 138 | −68 | 2  |